# Montessol
Montessol – hiszpańska miejscowość w Katalonii, w prowincji Barcelona, w comarce Maresme, w gminie Pineda de Mar.
Według danych INE z 2004 roku miejscowość zamieszkiwało 20 osób.